# District d'Argentan
Le district d'Argentan est une ancienne division territoriale française du département de l'Orne de 1790 à 1795.
Il était composé des cantons de Argentan, Bazoche, Briouze, Chamboy, Ecouché, Exmes, O, Nonant, Putange, Rasne, Trun et Vimoutiers.